# Bugatti Type 19
Pour les articles homonymes, voir Bugatti (homonymie) et 19 (homonymie).
 (avril 2023).
Si vous disposez d'ouvrages ou d'articles de référence ou si vous connaissez des sites web de qualité traitant du thème abordé ici, merci de compléter l'article en donnant les références utiles à sa vérifiabilité et en les liant à la section « Notes et références ».
La Bugatti Type 19 est un prototype de voiture du constructeur automobile français Bugatti, présentée au salon de l'automobile de Paris 1911. Sa licence de fabrication est vendue à Peugeot pour fabriquer des Bébé Peugeot à 3095 exemplaires, de 1913 à 1916. Elle est classée monument historique depuis 1978 avec 430 voitures de la collection Schlumpf de la cité de l'automobile de Mulhouse,.

## Histoire
Ettore Bugatti fonde Bugatti et son usine Bugatti de Molsheim en 1909, pour concevoir et fabriquer ses premiers modèles de Bugatti Type 10, 13, 15, 16, 17, 18...

Bugatti Type 19
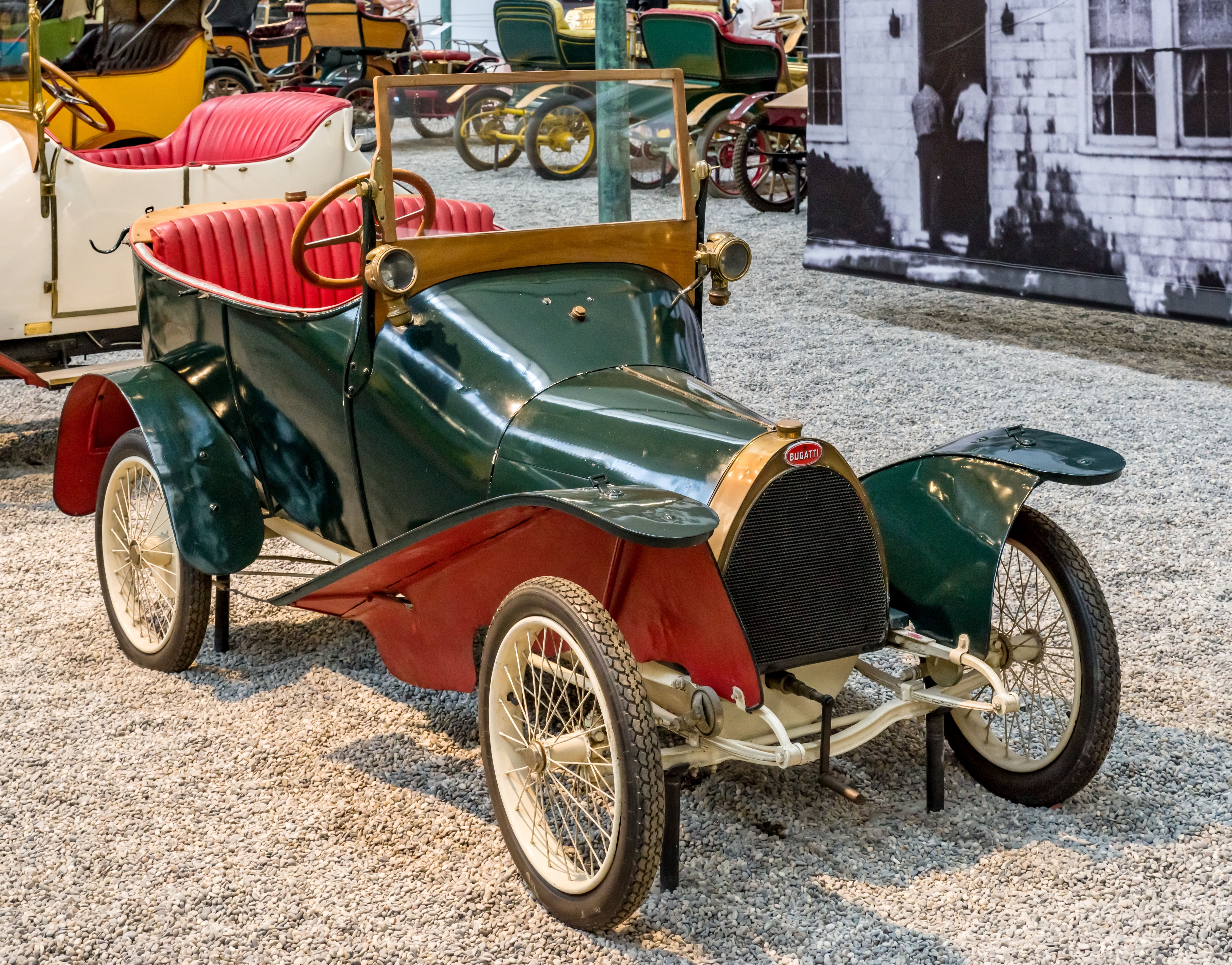
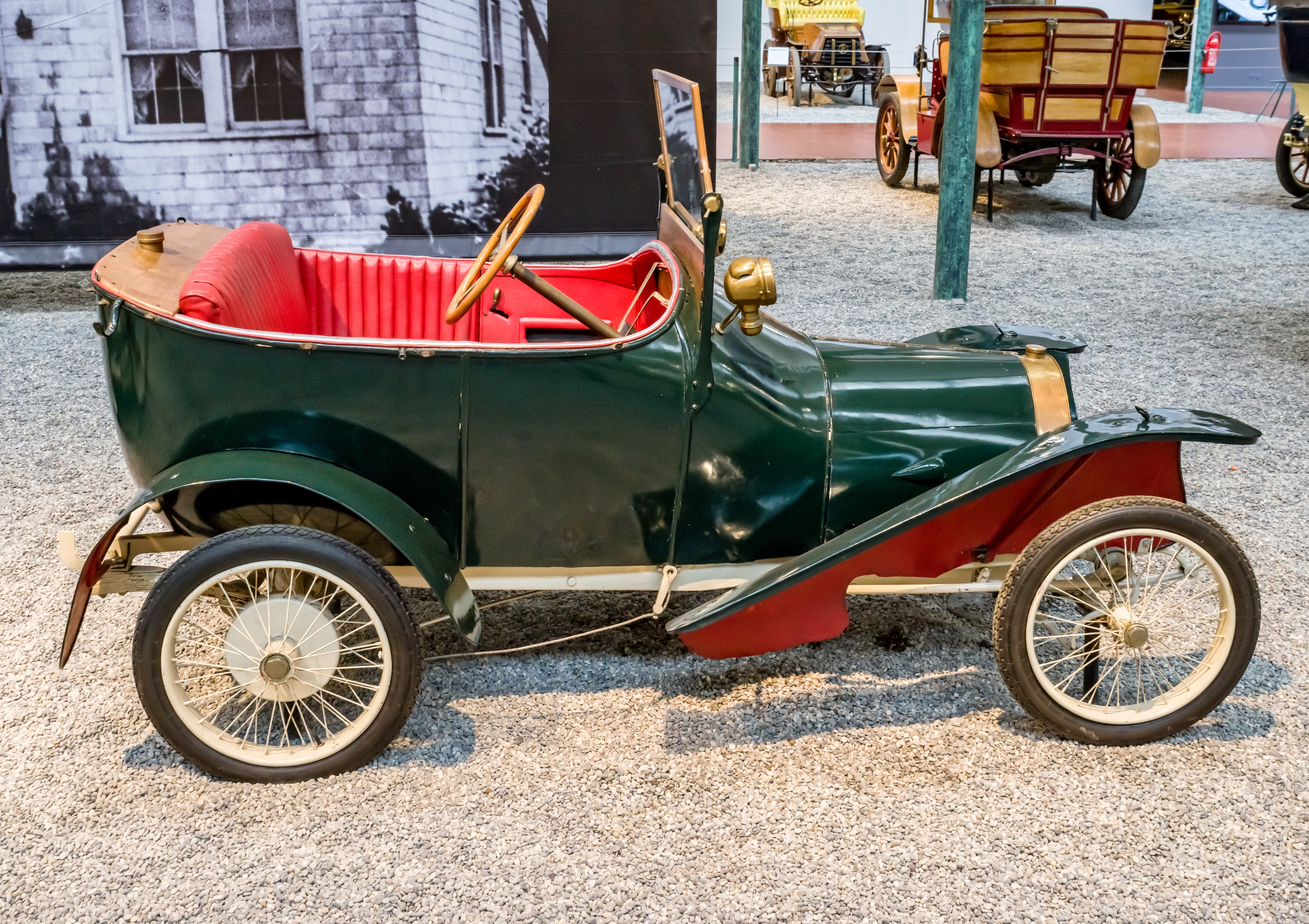
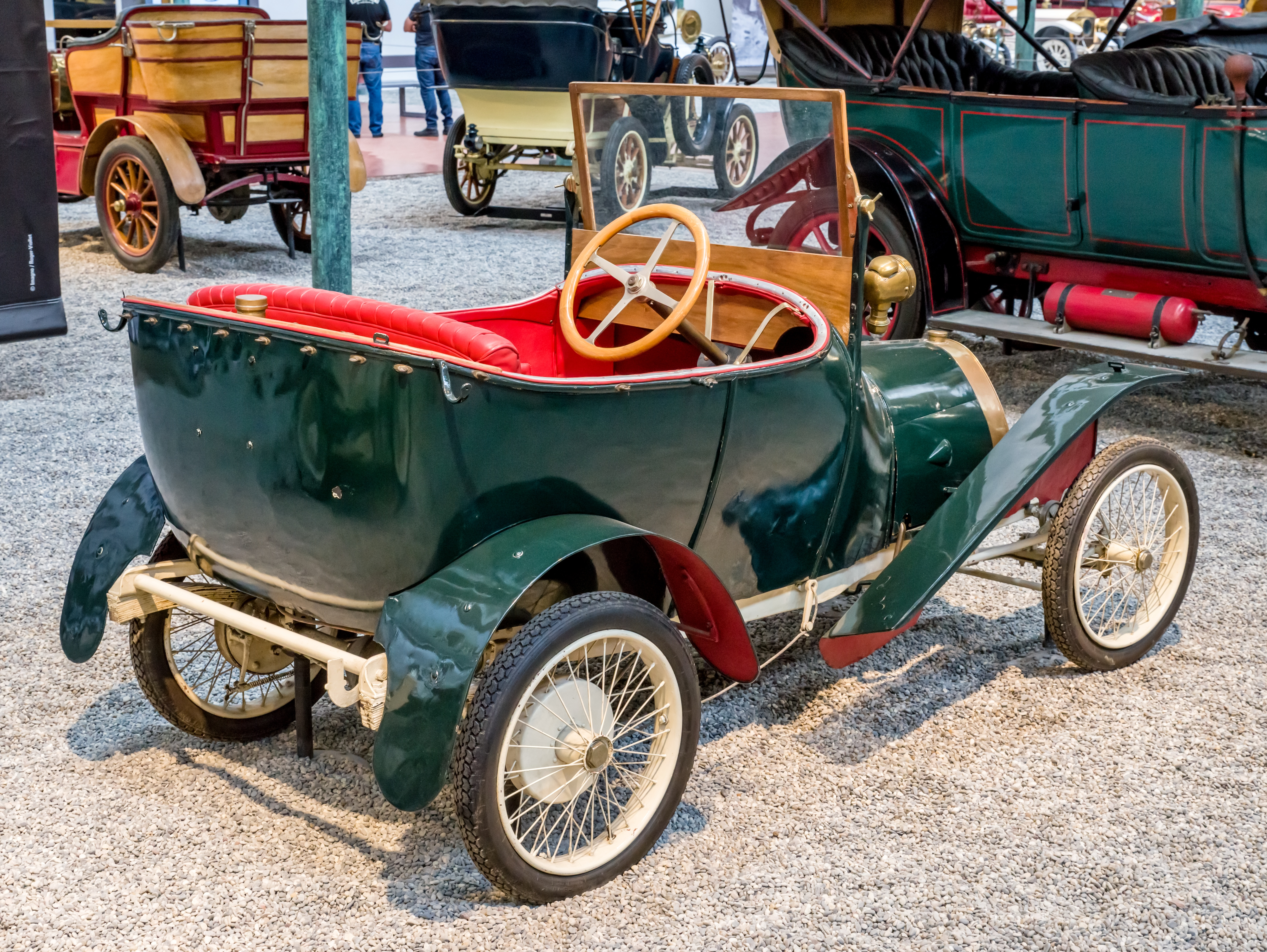

Il expose ce prototype de Bugatti Type 19 (inspiré de ses modèles précédents, avec une étude de variante Bugatti Type 20 à quatre places) sur son stand du salon de l'automobile de Paris 1911, avec un moteur 4 cylindres de 855 cm³ de 10 ch pour 60 km/h de vitesse de pointe,.

Bébé Peugeot
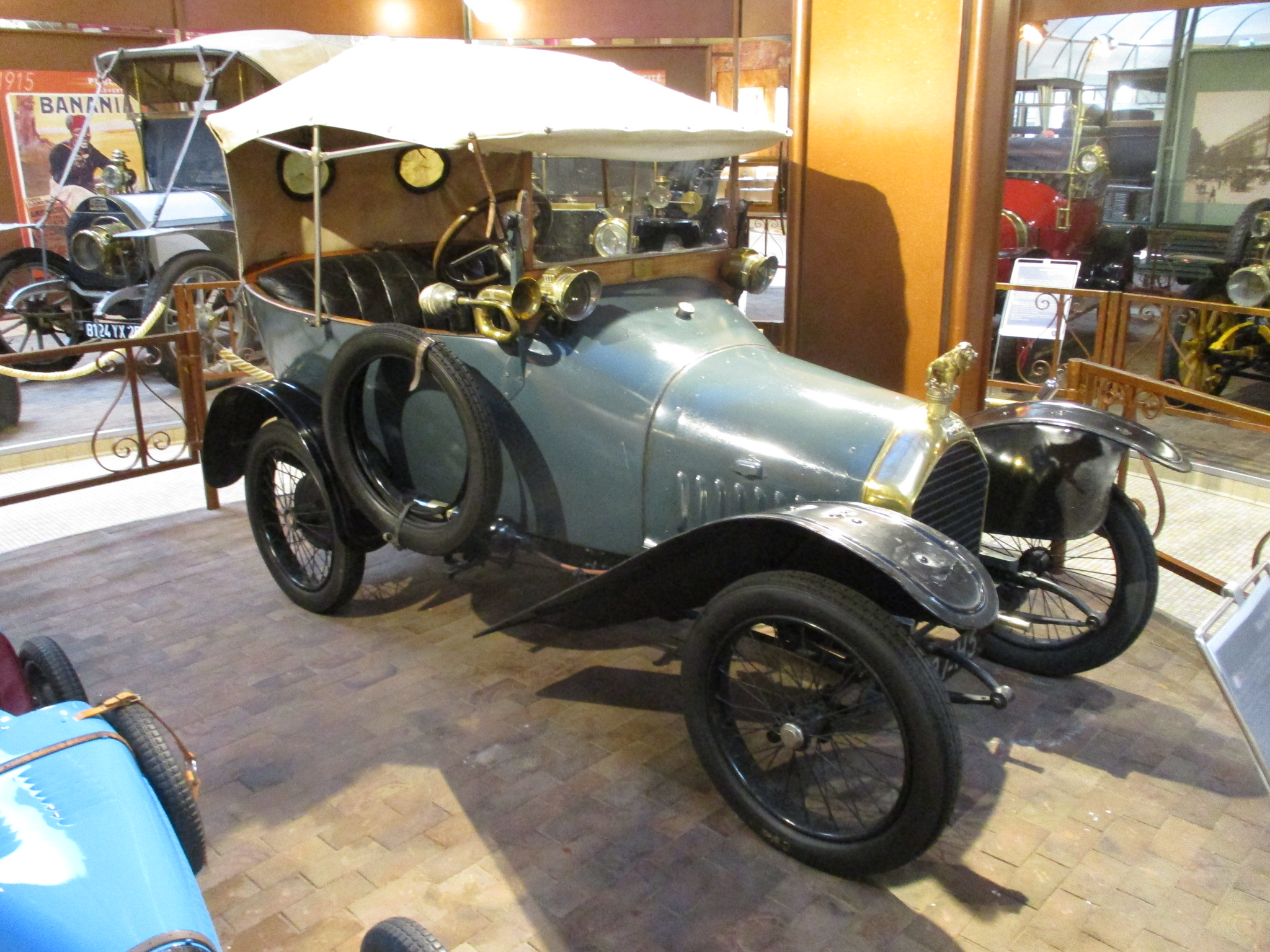
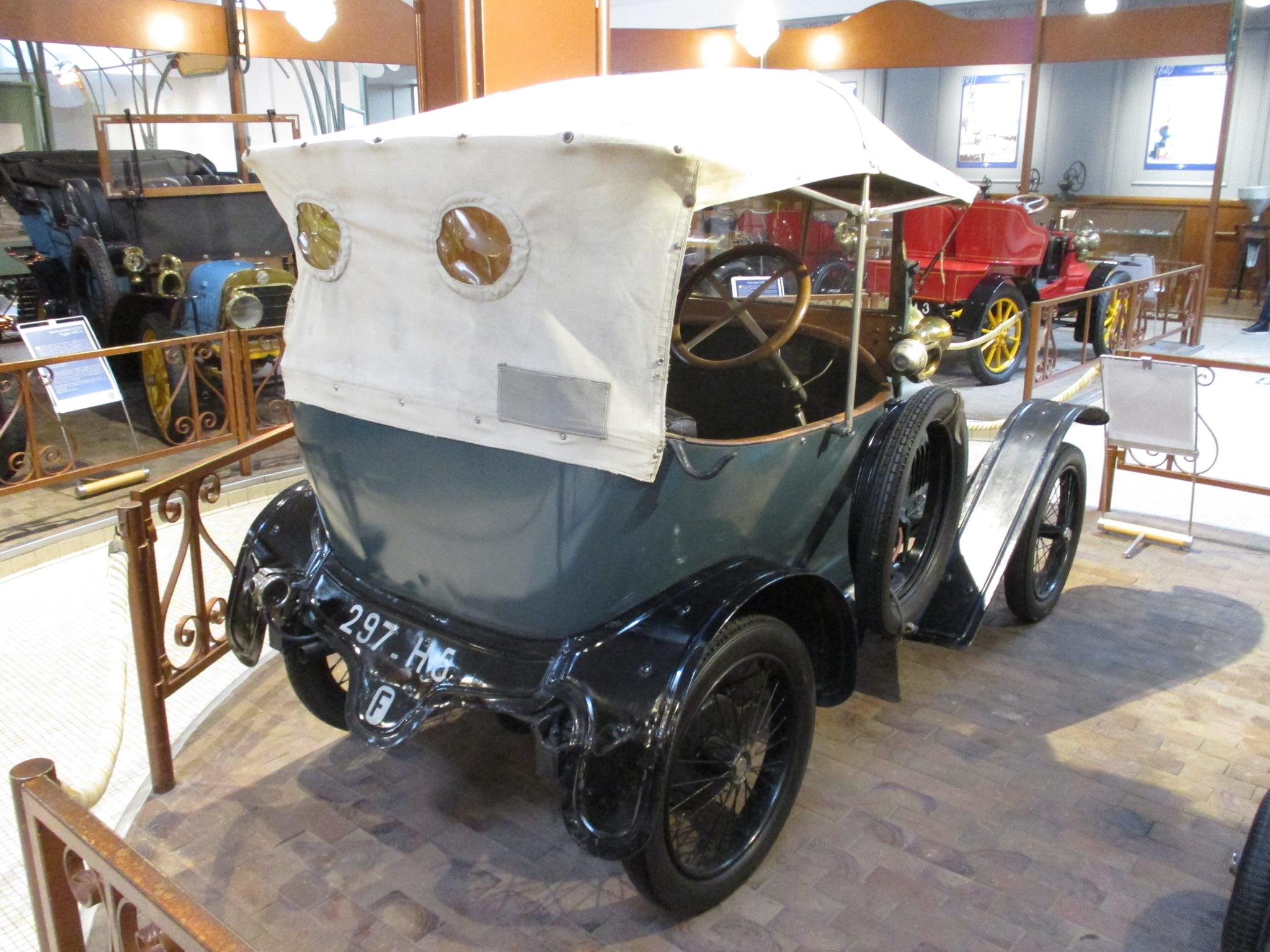
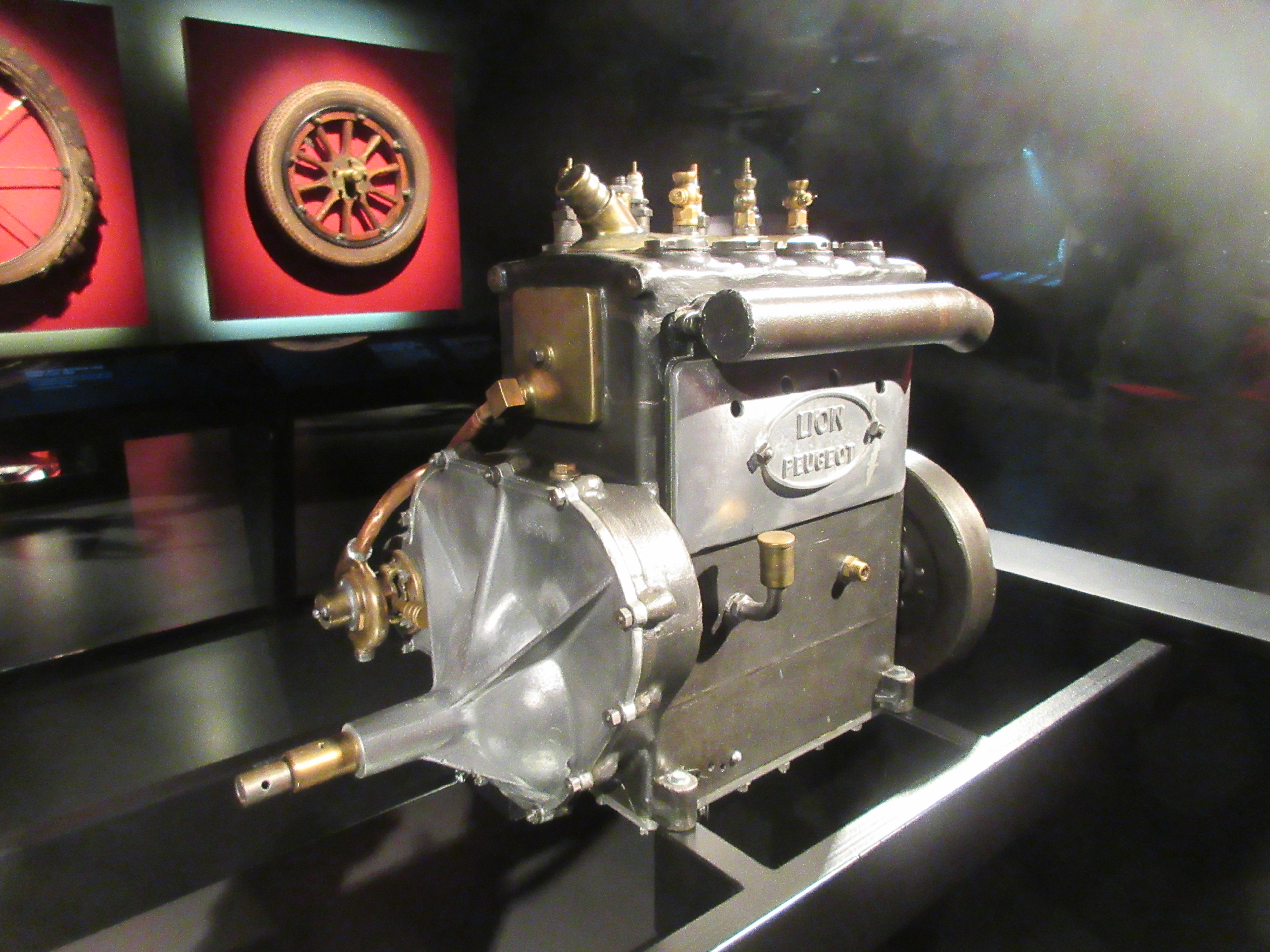

Armand Peugeot (héritier de Peugeot) en achète alors la licence de fabrication, pour vendre avec succès ses Bébé Peugeot, petit modèle économique de type cyclecar à plus de 3000 exemplaires, avec calandre et Lion Peugeot de bouchon de radiateur pour emblème,,,.